# Puente de Francisco de Sá
El Puente de Francisco de Sá (en portugués Ponte Francisco de Sá) es un puente ferroviario del Brasil. Une el extremo oeste del estado de São Paulo con la ciudad de Três Lagoas, en el estado de Mato Grosso do Sul, cruzando el río Paraná. Posee 1.200 metros de longitud y fue inaugurado en 1926, lo que lo convierte en el puente más antiguo de los que cruzan el Paraná.

## Historia

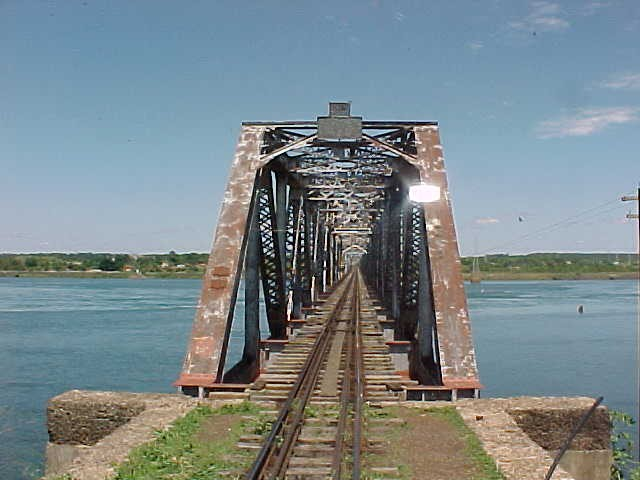
Puente de Francisco de Sá sobre el río Paraná.

El puente nace dentro de una política de construcción de infraestructuras que beneficiarán el crecimiento de la economía del estado de São Paulo.
En 1905 se inicia la construcción de la línea ferroviaria Estrada de Ferro Noroeste do Brasil (NOB), que une la ciudad de São Paulo y el puerto de Santos (São Paulo) con Mato Grosso do Sul y Santa Cruz de la Sierra, a través del sistema ferroviario boliviano. 
La mayor dificultad a superar en el trazado de la línea era el cruce del río Paraná. La construcción de la ferrovía continuó, sin embargo, en ambas márgenes del río, inaugurándose el tramo hasta Corumbá en 1914. El cruce del río se realizaba en balsas tipo ferry boat que unían las estaciones ubicadas en ambas orillas.
En 1918 fue aprobado el proyecto de un puente de madera, que fue descartado y sustituido por otro de estructura metálica, tal cual es el puente actual. Su construcción finalizó en 1926 y hoy es considerado como patrimonio histórico del Brasil.
- Datos: Q9064350